# Urbinella
Urbinella là một chi thực vật có hoa trong họ Cúc (Asteraceae).

## Loài
Chi Urbinella gồm các loài: